# Wladimer Ugrechelidze
Wladimer Ugrechelidze (gruz. ვლადიმერ უგრეხელიძე, ros. Владимир Несторович Угрехелидзе Władimir Nestorowicz Ugrechelidze; ur. 18 sierpnia 1939 w Tbilisi, zm. 3 lutego 2009 tamże) – radziecki koszykarz. Zasłużony Mistrz Sportu ZSRR od 1971.

## Kariera

### Początki kariery
Koszykówkę uprawiał od 1956 roku. Jego pierwszym trenerem był M. Kekelidze.

### Kariera klubowa
W latach 1958–1974 grał w Dinamo Tbilisi. Wraz z tym klubem zdobył mistrzostwo ZSRR w 1968, wicemistrzostwo kraju w latach 1959–1961 i 1969 oraz zajął trzecie miejsce w lidze ZSRR w 1965. Wywalczył również Puchar Europy Mistrzów Krajowych w 1962.

### Kariera reprezentacyjna
W reprezentacji ZSRR grał w latach 1960–1965. Wraz z kadrą został mistrzem Europy w 1961, srebrnym medalistą olimpijskim z 1960 i brązowym medalistą mistrzostw świata z 1963.

## Losy po zakończeniu kariery
Od 1997 był profesorem Instytutu Kultury Fizycznej i Sportu. Zmarł w lutym 2009 na atak serca. Pochowany został 3 lutego 2009.